# 鈴木権平氏
鈴木 権平氏（すずき ごんぺいし、1919年1月29日 - 1993年9月10日）は日本の実業家である。京阪百貨店・元代表取締役社長、京阪電気鉄道・元相談役。「権平氏」という名前は敬称を含んでいるわけではなく、それで一つの名前である。
1939年昭和高等商業学校（現大阪経済大学）卒業、京阪電気鉄道入社、1966年同社取締役、1972年副社長。1985年京阪百貨店代表取締役社長、京阪電気鉄道相談役を兼務。大阪マーチャンダイズ・マートビル社長なども務めた。
社長在任中の1991年3月期で同百貨店の累積損失を一掃。正五位、勲三等瑞宝章を受章。